# Le Manoir de la magie
Le Manoir de la magie (Now You See It...) est un téléfilm américain de la collection des Disney Channel Original Movie réalisé par Duwayne Dunham en 2005.

## Synopsis
Allyson, qui rêve de devenir journaliste, participe à un concours afin d'être engagée comme coréalisatrice d'une émission de télé-réalité sur la magie. Pour cela, elle choisit un candidat du nom de Danny, qui a attiré son attention par un tour de magie extraordinaire. Au fur et à mesure du concours, Allyson se rend compte que Danny est bien plus qu'un simple illusionniste, et commence à se poser des questions sur ce que lui cache ce si mystérieux candidat.

## Distribution
- Alyson Michalka : Allyson Miller
- Johnny Pacar : Danny Sinclair
- Frank Langella : Professeur Max
- Brendan Hill : Cedric
- Chris Olivero : Hunter
- Gabriel Sunday : Brandon
- Amanda Shaw : Zoey Cunningham
- Deneen Tyler : Ms. McCallister
- Spike Spencer : Paul
- Patricia French : Madame Susette
- Patrick Hazell : le père de Danny
- Andrea Ragsdale : la mère de Danny